# Zaturzyn
Zaturzyn (ukr. Затурин) – wieś na Ukrainie, w obwodzie tarnopolskim, w rejonie tarnopolskim. 
W II Rzeczypospolitej wieś w powiecie podhajeckim województwa tarnopolskiego.
W 1944 r. nacjonaliści ukraińscy z OUN-UPA zamordowali tutaj 22 Polaków.
Do 2020 w rejonie podhajeckim.